# Classe Diogo Cão
A Classe Diogo Cão foi um modelo de fragata, em serviço na Marinha Portuguesa, entre 1957 e 1968.
Os dois navios, recebidos por Portugal, pertenciam à Classe John C. Butler de destroyers escorts (escoltas contratorpedeiros), construídos para a Marinha dos Estados Unidos no final da Segunda Guerra Mundial. Este tipo de navio estava vocacionado para a escolta de comboios de navios mercantes, além de outras tarefas complementares como o patrulhamento e o reconhecimento radar. Foram completadas 83 unidades da classe que, além de servirem durante a Segunda Guerra Mundial, foram empregues, posteriormente em outras campanhas, tais como a Guerra da Coreia.
Em 1957, dois navios da Classe John C. Butler foram cedidos à Marinha Portuguesa, ao abrigo do Mutual Defense Assistance Program (MDAP), sendo, aqui, classificadas como fragatas. Os dois navios mantiveram-se em serviço até 1968, sendo substituídos pelas fragatas da Classe Pereira da Silva.

## Unidades
| Número de amura | Nome           | Serviço     | Observações                    |
| --------------- | -------------- | ----------- | ------------------------------ |
| F 333           | NRP Diogo Cão  | 1957 - 1968 | Ex-USS Formoe (DE-509)         |
| F 334           | NRP Corte Real | 1957 - 1968 | Ex-USS McCoy Reynolds (DE-440) |